# Galway United Football Club
Galway United F.C. é uma equipe irlandesa de futebol com sede em Galway. Disputa a primeira divisão da Irlanda (Campeonato Irlandês de Futebol).
Seus jogos são mandados no Eamonn Deacy Park, que possui capacidade para 7.500 espectadores.

## História
O Galway United F.C. foi fundado em 2013, substituindo o Galway United,com o mesmo nome,atualmente Disputa a 1° Divisão Irlandesa,com a sua "primeira" participação.